# 百濮
百濮，又稱為濮、濮人，古代族群，居于中国西南部云南贵州等地。毗邻藏、漢和其他东南亚族群。濮人分布地域广阔，长期处于分散的部落状态，故有百濮的称号。可能使用侗台語系或南亚语系。

## 歷史
據史載，百濮曾經與商朝有來往，曾經參與周滅商的戰爭，楚國政治鬥爭的失敗者叔堪也逃往西南方濮地避難。楚武王三十五年，楚國與百濮曾經發生戰爭。楚平王六年（前523年，鲁昭公十九年）楚平王发动水军以进攻濮地。
漢代漢文史籍中並未見濮，但對包括濮在內的西南夷族系則有“皆氐類也”的明確記錄。包括濮人在內的漢代西南夷和今天的彝、哈尼大都是辮髮左衽的氐類牧人。云南地區和康巴一帶的人口交流頻繁，其中也多是氐羌。现在佤族、布朗族也是濮人后人。

## 分布
百濮居於中国西南，云贵高原和青藏高原之间，横断山脉周围，楚國西南邊疆地區，主要位於建宁郡境內，加上青蛉县、堂螂县及寧州一帶。
临邛县有布濮水（河名，在今四川邛崃县西南）；“濮出好枣”。布濮水流经处住有濮人。“滇濮”是指居於滇池ㄧ帶的濮人，滇人可能为百濮的一支。
中華人民共和國復旦大學現代人類學研究中心李輝博士，在論文《走向遠東的兩個現代人種》推論：「百濮與百越不同，百濮是南亞語系民族，百越是侗台語系民族」。香港大學語言學者金鐘，經由語言學考證，認為北上的百越族建立了夏朝與扶餘，沿著中國西南遷徙的另一百越族分支，形成百濮。